# Febbre nelle notti d'estate
Febbre nelle notti d'estate (Summer Night Fever) è un film del 1978 scritto e diretto da Sigi Rothemund con lo pseudonimo Siggi Götz. Il film è una co-produzione Francia e Germania Ovest.

## Trama
Due amici, Peter e Fredy, vogliono andare a Ibiza per godersi il sole, il mare e conoscere molte ragazze.

## Colonna sonora
La colonna sonora del film comprende i seguenti brani:
- Lucky di Bernie Paul
- One for You, One for Me dei La Bionda
- Baker Street di Gerry Rafferty
- Follow me di Amanda Lear
- 1-2-3-4 Gimme Some More! di D.D. Sound

## Produzione
Febbre nelle notti d'estate è stato girato nell'arco di 21 giorni tra il 12 giugno e il 18 luglio 1978, a Ibiza, Saint-Tropez, Monte Carlo, Verona e Monaco di Baviera. Fu completato il 23 agosto 1978. Il film è stato presentato in anteprima il 31 agosto 1978 a Magonza (Germania) e Klagenfurt (Austria).

## Distribuzione
Il lungometraggio fu distribuito nel 1978 in Francia con il titolo: La fievre des nuits d'été.
In Italia il film arrivò nelle sale nel 1979 con il divieto per i minori di anni 14.